# Kidnapped (film 1917 Crosland)
Kidnapped è un film muto del 1917 diretto da Alan Crosland per la Edison Studios, basato sul romanzo del 1886 di Robert Louis Stevenson. Il film include solo parti selezionate della storia.
Per anni considerato perduto, una copia del film è conservata nella collezione del Library of Congress.

## Trama
Scozia 1751. Due giovani, David Balfour e il ribelle giacobita Alan Breck Stewart si incontrano a bordo di una nave e scappano nelle Highlands scozzesi, cercando di evitare le giubbe rosse.